# Minna Cauer
Wilhelmine Theodore Marie Cauer, nacida Schelle, conocida como Minna Cauer (Freyenstein, 1 de noviembre de 1841-Berlín, 3 de agosto de 1922) fue una educadora, periodista y activista radical alemana del movimiento de mujeres. 

## Biografía
Hija de un pastor luterano, Cauer creció en Freyenstein, en la provincia de Brandeburgo. Se casó con un educador y médico de izquierda, August Latzel en 1862, pero enviudó en 1866. Luego se formó como maestra, trabajó en París durante un año antes de casarse con Eduard Cauer, un inspector de la escuela, y mudarse con él a Berlín.
Viuda por segunda vez en 1881, Cauer reanudó su trabajo como maestra y comenzó a estudiar la historia de las mujeres. Fundó la Asociación de Bienestar de la Mujer ( Frauenwohl ) en Berlín en 1888, liderándola hasta 1919, haciendo campaña por los derechos de las mujeres y el derecho al aborto. 
Con Helene Lange y Franzisca Tiburtius trabajó para crear la escuela secundaria para niñas Realkurse en Berlín, que abrió en 1889 siendo el primer establecimiento educativo para preparar a las mujeres para el estudio universitario. Fundó el Sindicato Comercial de Empleadas Femeninas, uno de los primeros sindicatos no políticos de mujeres, en 1889. En 1893 cofundó los Grupos de Niñas y Mujeres para el Trabajo de Asistencia Social ( Mädchen- und Frauengruppen für Soziale Hilfsarbeit ). En 1894 se unió a Anita Augspurg y Marie Stritt para crear la Federación de Asociaciones de Mujeres Alemanas (FGWA). En 1895 co-redactó una ley para abolir la Ley de Asociación (finalmente revocada en 1908), que prohibía a las mujeres unirse a organizaciones políticas. Trabajó para el periódico feminista Die Frauenbewegung (El movimiento de mujeres) de 1895 a 1919. En 1896 fue presidenta del Congreso Internacional de Trabajo de la Mujer y de los Esfuerzos de la Mujer en Berlín, la primera conferencia internacional de mujeres que se celebró en Alemania.  
Cada vez más radical, Cauer ayudó a establecer la Unión de Asociaciones de Mujeres Progresistas en 1899. En 1902, el movimiento de sufragio obtuvo el respaldo de la FGWA, y con Anita Augspurg, Lida Gustava Heymann y Marie Stritt Cauer cofundaron la Unión Alemana para el Sufragio Femenino  ( Deutscher Verband fur Frauenstimmrecht ), que defendió tanto la causa del sufragio femenino como la lucha contra la regulación de la prostitución. En 1908, frustrada por el desinterés del Partido Popular Librepensador por el sufragio femenino, Cauer fundó un grupo más militante, la Unión Prusiana para el sufragio femenino. Se unió a la Unión Democrática liberal de izquierda. Renunciando al sindicato sufragista en 1912, se unió a una nueva Asociación Alemana de Sufragio Femenino en 1914. Sin embargo, con el movimiento sufragista de las mujeres alemanas desorganizado, Cauer se sumó a las actividades pacifistas durante la Primera Guerra Mundial.
Sus documentos se encuentran en el Instituto Internacional de Historia Social.